# 의제설정 이론
의제 설정 이론은 커뮤니케이션 매체가 문제를 식별하고 홍보하는 능력을 통해 정부 와 국제기구의 관심을 끄는 문제를 형성하고 특정 문제에 대한 여론을 유도하는 데 중추적인 역할을 한다고 주장하는 이론이다. 이 이론은 미디어가 어떤 이슈에 가장 많은 관심을 기울이는지 결정함으로써 여론을 형성할 수 있다는 것을 시사하며, 다양한 형태의 미디어에 널리 연구되고 적용되어 왔다. 여론에 영향을 미치는 뉴스 기사와 주제가 제시되는 방식은 미디어의 영향을 받는데 이는 대부분의 개인이 문제에 대한 한 가지 정보 소스, 즉 뉴스 미디어에만 접근할 수 있다는 생각에 근거한다. 그들은 의제를 설정하는 것으로 인해 뉴스에 포함된 일부 사항에 굉장히 큰 영향을 미칠 수 있다.
미디어의 의제 설정은 정치, 경제, 문화 등에 대한 미디어의 편견에 의해 시작된다. 청중은 미디어의 관심을 많이 받을수록 해당 이슈를 더 중요하다고 생각한다(이슈 돌출성). 예를 들어, 독자들이 이민에 대해 강한 감정을 갖고 있지 않더라도, 몇 달 동안 이에 대한 일관된 언론 보도가 있다면 그들은 이민이 시급하고 중요한 문제라고 믿는 것처럼 말이다.
이론에는 두 가지 핵심 가정이 있다. 첫 번째는 현실을 통제하는 것이 미디어라는 것이다. 언론은 현실을 보도하지 않고 오히려 필터링하고 형상화한다는 말이다. 두 번째 가정은 미디어가 특정 주제에 중요성이나 현저성을 부여하는 것은 미디어라는 의제 설정 이론의 설명 또는 정의와 매우 유사하다. 미디어가 특정 문제에 초점을 맞출 가능성이 높을수록 대중이 해당 문제를 인식할 가능성이 높아진다.
의제설정이론은 인식모형, 우선순위모형, 돌출모형에 반영될 수 있다. 미디어의 의제 설정은 공공 의제에 영향을 미치고, 이는 다시 정책 의제 구축에 영향을 미친다. 시간이 지남에 따라 발전해 온 의제 설정 이론에는 세 가지 이론화된 레벨이 있다.

## 의제 설정 프로세스(접근성이라고도 함)
의제 설정은 "접근성"이라는 인지 과정을 통해 이루어진다. 이 과정은 뉴스 미디어 보도의 빈도와 중요성이 청중의 기억 속에 있는 특정 문제에 대한 접근성에 큰 영향을 미친다는 것을 의미한다. 예를 들어 응답자에게 현재 국가가 직면한 가장 중요한 문제가 무엇인지 물었을 때 기억상 가장 쉽게 접할 수 있는 뉴스 문제로 대답하는 것처럼 말이다. 이는 일반적으로 뉴스 매체가 가장 중점을 두는 문제이며 의제 설정 효과는 단지 하나 또는 몇 개의 메시지에서 비롯되는 것이 아니라 매우 많은 메시지의 집단적 영향으로 인해 발생한다. 각 메시지는 서로 다른 내용을 가지고 있지만 모두 동일한 문제를 대상으로 하기 때문이다.

## 역사
의제 설정 이론은 "채플 힐 연구"로 불리는 1968년 대통령 선거에 대한 연구에서 Maxwell McCombs 와 Donald Lewis Shaw 에 의해 공식적으로 개발되었다. McCombs와 Shaw는 선거 문제에 대한 채플 힐 주민 100명의 생각과 지역 뉴스 매체가 보도한 내용 사이에 강한 상관관계가 있음을 보여준 연구이다. 특히 McCombs와 Shaw는 뉴스 콘텐츠에 포함된 문제의 중요성을 대중의 인식과 비교함으로써 미디어가 대중을 움직이는 정도를 결정한다고 밝혔다. 또한 미디어는 청중이 실제로 생각하는 것보다 생각해야 할 것을 심어줌으로써 청중에게 큰 영향을 미친다는 주장도 있다. 즉, 뉴스 항목이 자주, 눈에 띄게 다루어지면 청중은 해당 문제를 더 중요하게 여긴다는 것이다.

### 초기 연구
의제 설정 연구의 역사는 Walter Lippmann의 1922년 저서 Public Opinion 의 첫 번째 장에서 시작된다고 말할 수 있다. " 외부 세계와 우리 머릿속의 그림 보관됨 2023-09-27 - 웨이백 머신 "이라는 장에서 리프만은 대중 매체가 세상의 사건과 대중의 마음속에 있는 이미지를 연결하는 주요 연결고리라고 주장한다. Walter Lippmann은 "의제 설정"이라는 용어를 사용하지 않고 오늘날 우리가 "의제 설정"이라고 부르는 것에 대해 저서를 작성하였고 리프만에 따르면 대중은 환경에서 일어나는 실제 사건에 반응하는 것이 아니라 '우리 머릿속의 그림'을 가리키는 유사 환경에 반응한다고 밝혔다.
“실제 환경은 너무 크고, 너무 복잡하며, 직접 만나기에는 무리가 있다. 우리는 그토록 미묘하고, 다양하며, 순열과 조합을 다룰 준비가 되어 있지 않기 때문이다. 그렇기에 우리는 그러한 환경에서 행동해야 하지만 이를 관리하기 전에 더 간단한 모델로 재구성해야 한다.” 즉, 미디어가 개입하여 본질적으로 의제를 설정하여 사람들이 세상을 이해할 수 있는 보다 간단한 모델을 제공한다는 것이다.“
Lippmann의 1922년 저서에 이어 Bernard Cohen (1963년)은 언론이 "사람들에게 무엇을 생각해야 하는지를 알려주는 데는 대부분 성공하지 못하지만, 독자들에게 무엇을 생각 해야 하는지를 알려주는 데는 놀라울 정도로 성공적이라고 말하며 세상은 다르게 보일 것이다"라고 말했다. 또한, Cohen은 계속해서 다음과 같이 말한다. "그들이 읽는 논문의 작가, 편집자, 출판사가 그린 지도나 방향에 따라 다르다."
1960년대 초에 Cohen은 나중에 McCombs와 Shaw의 의제 설정 이론을 공식화하는 아이디어를 발의했다. 의제 설정 영향력이 가장 강한 이야기는 미국 내 분쟁, 테러, 범죄, 마약 문제와 관련된 주제가 다수를 차지했다. 특히 미국과 정치를 포함하지 않거나 관련시키지 않는 사람들은 여론에 부정적인 영향을 미치곤 했다.
Maxwell McCombs는 이미 이 분야에 어느 정도 관심을 갖고 있던 와중, UCLA 에서 교수로 재직하면서 Cohen의 작업을 접하게 되었고 그에게 Cohen의 작업은 큰 영향을 주었다. 또한 Donald Shaw의 영향력도 있었다. 의제 설정 개념은 1968년 노스캐롤라이나주 채플힐에서 열린 대통령 선거에서 McCombs와 Shaw에 의해 시작되었다. 그들은 미디어 의제에 관한 문제와 결정을 내리지 못한 유권자의 의제에 대한 주요 문제를 비교함으로써 우리 머릿속에 그림이나 앞서 언급한 지도를 구성한다는 리프만의 생각을 조사했다. 그들은 뉴스 의제의 중요성이 유권자의 의제와 높은 상관관계가 있다는 것을 확인함으로써 의제 설정의 증거를 찾았으며 McCombs와 Shaw는 대중 매체의 힘과 그것이 공공 의제에 미치는 영향을 보여주는 실증적 증거를 커뮤니케이션 분야에 최초로 제공한 사람이다. 경험적 증거를 제시한 이 이론은 다른 사회과학 이론들 사이에서 신뢰성을 얻을 수 있었다.
G. Ray Funkhouser라는 무명의 학자는 저자가 이론을 공식화하는 것과 거의 동시에 McCombs 및 Shaw의 연구와 매우 유사한 연구를 수행했다. McCombs, Shaw 및 Funkhouser는 동일한 학술 회의에서 연구 결과를 발표했다. Funkhouser의 기사는 McCombs와 Shaw의 기사보다 늦게 출판되었기 때문에 Funkhouser는 의제 설정을 발견한 데 대해 McCombs와 Shaw만큼 많은 공로를 인정받지 못했다. 이에 대한 이유를 Everett Rogers에 따르면 두 가지 주요 이유가 있다. 첫째, Funkhouser는 공식적으로 이론의 이름을 지정하지 않았다. 둘째, Funkhouser는 초기 논문 이후에는 연구를 많이 진행하지 않았다. Rogers는 또한 Funkhouser가 스탠포드 에서 지리적으로 고립되어 관심 있는 연구자로부터 단절된 반면 McCombs와 Shaw는 다른 사람들이 의제 설정 연구에 관심을 갖도록 유도했다고 말한다.

### 의제설정이론의 발전
McCombs와 Shaw는 뉴스 콘텐츠에 포함된 이슈의 중요성을 가장 중요한 선거 이슈에 대한 대중의 인식과 비교하고 발전시킴으로써 미디어가 여론을 결정하는 정도를 결정할 수 있었다. Public Opinion Quarterly 의 1972년 판에 발표된 1968년 "Chapel Hill" 연구 이후 대중 매체의 의제 설정 기능에 관한 400개 이상의 연구가 발표되었으며 이 이론은 계속해서 관련성이 있는 것으로 밝혀졌다.

## 의제 설정의 세 가지 모델
다음은 의제 설정 과정을 설명하는 세 가지 모델이다.
1. "인식 모델"
2. "우선순위 모델"
3. "샐리언스 모델"

의제 설정의 효과에 대한 연구는 뉴스 콘텐츠에 나타난 이슈의 중요성과 가장 중요한 이슈에 대한 대중의 인식을 비교한다. 그 후 언론의 유도에 따른 영향력 정도를 분석한다. 여기서 Max McCombs가 제안한 세 가지 모델은 "인식 모델", "우선순위 모델" 및 "돌출 모델"이다. 대부분의 연구는 이 세 가지 모델에 중점을 두고 진행된다.

### 인식 모델
인식 모델은 문제가 미디어에서 보았기 때문에 개인의 의제에 있다고 주장한다. 언론이 어떤 이슈나 주제에 대해 보도하지 않는다면 개인은 그것에 대해 생각하지 않을 가능성이 높다고 판단한다. 예를 들어, 미디어가 주제 X에 대해 보도하는 경우 개인은 주제 Y보다 주제 X를 더 잘 알고 있다는 것이다.

### 우선순위 모델
우선순위 모델은 우선순위가 어디에 있는지 명시적으로 설명하는 프로세스를 살펴보는 방법이다. 미디어가 우선시하는 문제는 개인에게도 우선순위가 될 가능성이 높다는 것인데 예를 들어, 미디어가 주제 X에 대해 보도하는 경우 개인은 주제 X와 그 업데이트에 관심을 갖는다는 것이다.(주제 Y가 더 긴급하더라도 보도되지 않음)

### 돌출 모델
돌출 모델은 앞서 언급한 두 모델인 인식 모델 - 우선 순위 모델의 중간에 위치해 있다. 돌출 모델에서는 미디어의 의제에서 개인의 의제로의 반영이 정확히 이뤄지지는 않는다고 말한다. 그러나 이와 달리 언론을 통해 지속적으로 노출이 되는 일부 이슈나 주제의 경우에는 개인의 의제 반영의 상위에 나타나게 된다고 말한다. 예를 들어, 미디어가 주제 X에 대해 보도하는 경우 개인은 미디어가 관심을 갖는 것보다 주제 X에 관심을 덜 갖게 된다는 것이다.
의제 설정에 관한 대부분의 연구는 다음을 기반으로 한다.
1. 언론과 미디어는 현실을 반영하지 않으며 그들은 그것을 걸러낸 채로 모양을 만든다.
2. 언론이 몇 가지 문제와 주제에 집중하면 대중은 해당 문제를 다른 문제보다 더 중요하게 인식하게 된다.

## 의제 설정의 세 가지 유형: 정책 메이커, 미디어, 청중
연구에 따르면 미디어 의제, 청중 의제, 정책 의제가 다음 섹션에 설명된 대로 의제 설정에 영향을 미치는 것으로 나타났다. Rogers와 Dearing은 다음 유형의 의제 설정(연구의 종속 변수 )이 다른 요인에 의해 어떻게 영향을 받는지 설명한다.
1. "정책 의제 설정" 또는 " 정치적 의제 설정"
2. "미디어 의제 설정" 또는 " 의제 구축 "
3. "대중/관객 의제 설정"

연구에 따르면 언론이 폭로하기로 결정한 내용은 정치, 경제, 문화 등에 대한 언론의 견해와 관련이 있는 것으로 나타났다. 편견과는 별개로, 뉴스 매체를 비판하는 다른 사람들은 미국의 뉴스가 오락의 한 형태가 되었다고 주장한다. 언론인들은 대중에게 필요한 정보를 제공하는 대신 충격적이고 선정적인 헤드라인에 대한 대중의 욕구를 충족시키기 위해 노력하며 정치적 힘이 더 강한 국가일수록 미디어에 노출될 가능성이 더 높다. 재정 자원, 기술, 대외 무역, 군비 지출은 보장 불평등을 설명하는 주요 요인 중 일부일 수도 있다고 주장한다.
Rogers와 Dearing은 대중 커뮤니케이션 연구에서 "공공 의제 설정" (예: McCombs and Shaw, 1972)과 "미디어 의제 설정" 에 많은 초점을 맞추었지만 주로 다음과 같은 연구를 수행하는 정치과학자에게 있어서 이들은" 정책 의제 설정 "을 대부분 무시했다고 주장한다.  따라서 저자는 대중 커뮤니케이션 학자들이 미디어와 대중의 의제가 어떻게 엘리트 정책 입안자의 의제에 영향을 미칠 수 있는지에 더 많은 관심을 기울일 것을 제안했다(즉, 학자들은 대통령이나 미국 의회 의원이 뉴스를 어디서 얻고 이것이 정책에 어떤 영향을 미치는지 물어봐야 한다는 것이다). 2006년에 글을 쓴 Walgrave와 Van Aelst는 Rogers와 Dearing의 제안을 받아들여 엘리트 정책 메이커의 의제에 영향을 미칠 수 있는 요인을 조사하는 정치적 의제 설정에 대한 예비 이론을 만들었다.
의제 설정 이론의 세 단계는 미디어가 대중에게 정보를 제공하는 방식과 미디어가 대중에게 무엇을 생각해야 하는지 알려주는 방식에 영향을 미친다. 즉, 언론이 대중에게 무엇을 생각해야 할지 알려주면서 더 많은 정책이 제정된다는 것이다.

### 미디어 의제
미디어 의제는 협상된 소스에서 논의된 문제에 대한 가장 중요한 고려 사항을 나타낸다. 이 의제의 결과는 공공 의제에 직접적인 영향을 미치며, 이는 정책 의제에도 영향을 미치기도 한다. 그러나 미디어 의제의 힘은 미디어 신뢰성, 상충되는 증거, 국민과 미디어 사이에 공유된 가치의 정도, 대중의 지침 필요성 등을 포함한 특정 요소에 따라 달라진다.
이 이론이 미디어에 영향을 미치는 방식에 대해 사람들이 말해야 하는 몇 가지 부정적인 진술이 있다. 그 부정적인 진술 중 한 가지 불만은 “미디어 사용자가 이상적이지 않다”는 것이다. 때로는 사람들이 세부 사항에 집중하지 않기 때문이다. 두 번째 불만은 “마음을 정한 사람에게는 효과가 약해진다”는 것이다. 이것 또한 사실이다. 마지막으로 “언론은 문제를 일으킬 수 없다”는 불만이다. 미디어를 통해 문제가 발생하지만 미디어 자체를 문제로 규정하기에는 무리가 있다는 것이다. [106]

### 공개 의제
공개 의제는 매스미디어의 상호작용을 통해 대중이 생각하기를 바라는 미디어 의제이다. 이러한 유형의 의제는 개인적인 경험과 대인 커뮤니케이션을 통해 대중에게 영향을 미친다. 실제 사건의 지표는 대중이 생각하는 것과 의제 문제 또는 사건의 중요성에 직접적인 영향을 미친다. 이 의제는 정책 메이커들이 정책 의제를 생성하기 위해 중요하다고 생각하는 것과 상호 작용한다.
공공미디어 역시 정치적 커뮤니케이션을 다루어야 한다. 여기서 한 가지 재미있는 사실은 “의제설정이론은 McCombs와 Shaw(1972)가 1968년 미국 대통령 선거를 연구하면서 정식으로 발전시켰다”는 것이다. [107]

### 정책 의제
정책 의제는 미디어 및 대중 의제 모두와 직접적으로 관련되어 있으며 의제 설정 과정의 마지막 단계이다. 의제 자체는 정책과 관련이 있으며 정책 입안자가 믿는 것과 상호 작용하면서 공공 의제를 참조한다.

#### 안내 및 오리엔테이션
의제 설정 이론의 작동 조건은 다음의 관련성 과 불확실성 이라는 두 가지 변수로 구성된다.
- 관련성은 문제가 누군가에게 갖는 개인적 중요성에 대한 인식으로 인해 미디어에서 문제에 대한 방향을 모색하려는 동기로 설명된다.[23]
- 불확실성은 사람들이 문제에 대해 얼마나 많은 정보를 가지고 있다고 생각하는지로 설명된다.[23]
- 사람들이 자신이 가지고 있는 것이 특정 주제와 관련된 특정 미디어 정보에 대한 많은 양의 정보라고 믿는다면 불확실성이 낮으며 지침이 필요하지 않다.[23]
- 사람들이 특정 주제와 관련된 특정 미디어 정보에 대해 충분한 정보를 갖고 있는지 확신할 수 없다면 미디어가 제시하는 의제에서 더 많은 지침이 필요할 것이다. 변수는 서로 상호 작용하여 의제 설정 이론의 일반 원칙으로부터의 편차를 설명한다.[23]

## 의제설정과 정책의제설정 간의 비교
더 많은 학자들이 의제 설정 이론에 대한 기사를 발표함에 따라 의제설정 과정에는 미디어 조직의 적극적인 역할뿐만 아니라 대중과 정책 메이커의 참여도 포함된다는 것이 분명해졌다. 특히, Rogers와 Dearing은 의제 설정과 의제 구축 간의 차이를 강조하면서 미디어나 대중의 지배적인 역할을 강조했다. 의제를 "설정"하는 것은 미디어 의제가 사회에 미치는 영향, 또는 미디어 의제를 공공 의제로 전환하는 것을 의미하는 반면, 의제를 "구축"하는 것은 대중 매체 간의 "일정 부분의 호혜성"을 포함한다는 것이다. 즉, 미디어와 공공 의제가 공공 정책에 영향을 미치는 사회를 일컫는다. .
이선영과 다니엘 리프에 따르면, 의제 형성 이론은 미디어가 진공 상태에서 작동하지 않는다고 예측한다. 대신, 특정 강력한 집단이 미묘한 형태의 통제로 행사하는 사회적 영향력의 결과라고 말한다. 이에 일부 학자들은 정보 출처와 뉴스 미디어가 생성한 의제 사이의 특정 관계를 밝히려고 시도한 반면, 다른 학자들은 미디어 의제를 누가 설정하는지 조사해 왔다. 그 결과 언론인은 뉴스 미디어의 게이트키핑 프로세스에 외부 소스가 개입하도록 기여할 수 있는 시간과 자원이 제한되어 있다고 주장하며 많은 출처가 다양한 방식으로 이러한 의제 구축 과정에 기여할 수 있다고 한다. 다만, 연구자들은 보도 자료 및 미디어 키트와 같은 정보 도구가 조직의 홍보 성공을 측정하는 척도로서 특히 뉴스 미디어 의제 내에서 얼마나 잘 기능하는지에 집중했다.
Berkowitz는 정책 의제 설정 및 정책 의제 설정이라는 용어를 도입하여 의제 설정 및 의제 설정 이론에 대한 광범위한 분석을 구현했다. 그는 학자들이 미디어와 정책 메이커 간의 관계에만 초점을 맞출 때 정책 의제 설정이라는 용어를 사용하는 것이 현재도 적절하다고 주장한다. 그러나 초점이 정책 메이커의 개인적인 의제뿐만 아니라 미디어가 대중 정서의 한 가지 지표이며, 보다 광범위한 주요 문제에 배치될 때 Berkowitz는 정책 의제 구축에 대해 이야기할 것을 제안한다.

### 의제 구축
의제 구축 관점은 대중 매체, 정책 메이커, 사회적 과정 사이의 상호 작용을 강조하며, 정책 결정 과정에 대한 지속적인 대중 참여의 영향력을 포함한다. Cobb과 Elder는 대중이 미디어 의제에 영향을 미칠 수는 있지만 이를 크게 형성하지는 않는다고 주장하며 대신 언론인은 스토리 아이디어를 생성할 때 청중의 요구를 예상한다고 말한다.
대중 참여에 대한 이러한 아이디어는 인터넷의 등장과 모든 사람을 미디어 콘텐츠 제작자로 만들 수 있는 잠재력으로 인해 더욱 부각됐다. 특히 소셜 미디어는 오늘날 사람들이 사물을 보고 인식하는 방식을 변화시켰고 소셜 미디어에 대중이 참여하면서 일반 대중의 목소리를 들을 수 있게 되었다.
Kim과 Lee는 인터넷이 전통적인 미디어와 경쟁하고 있으며 콘텐츠와 사용자의 상호 작용에 대한 엄청난 용량을 가지고 있다는 점에서 인터넷에 대한 의제 설정 연구는 전통적인 의제 설정 연구와 다르다고 지적했다.
또한 연구자 Kim과 Lee에 따르면, 인터넷을 통한 의제구축은 다음의 세 단계를 거친다. 1) 인터넷 매개 의제파급: 익명의 네티즌의 의견이 블로그 등 온라인 주요 파급채널을 통해 인터넷상의 중요한 의제로 확산된다. 또 다른 파급채널은 개인 홈페이지, 인터넷 게시판 등이 있다. 2) 인터넷에서의 의제 확산: 온라인 뉴스나 웹사이트는 인터넷상의 중요한 의제를 보도하고, 이는 결과적으로 더 많은 온라인 대중에게 의제를 확산시킨다. 3) 인터넷을 매개로 한 역의제 설정: 전통 미디어는 온라인 의제를 대중에게 보도하여 의제가 오프라인과 온라인 대중 모두에게 확산되도록 한다.
여러 연구에서는 인터넷 커뮤니티, 특히 블로거가 자신의 의제를 공공 의제로, 그 다음에는 미디어 의제로, 그리고 결국에는 정책 의제로 확장 시켜 넣을 수 있다는 증거를 제공한다. 현재까지 가장 포괄적인 연구에서 Wallsten은 2004년 대선 캠페인 기간 동안 주류 언론 보도와 35개 문제에 대한 블로그 토론을 추적했다. 분석 방법으로 시계열 분석을 사용했으며 Wallsten 은 언론인이 블로거가 블로그에 게시하는 문제에 대해 논의한다는 증거를 찾았다. 블로거가 정치적 의제에 영향력을 행사한다는 일화적인 증거도 있다. 예를 들어, 2005년 CNN의 최고 뉴스 책임자인 이슨 조던(Eason Jordan)은 미군이 이라크에서 언론인들을 겨냥해 그들 중 12명을 살해했다고 믿었으며 이로 인해 여러 대형 온라인 커뮤니티에 포위된 후 급하게 사임했다. 마찬가지로 2002년 트렌트 로트(Trent Lott)는 블로그에서 널리 논의된 부적절한 인종차별적 발언으로 인해 상원 다수당 대표직을 사임해야 했다.

### 의제설정
일부 그룹은 다른 그룹보다 접근하기가 더 쉬우므로 다른 그룹보다 자신의 요구 사항을 의제에 추가할 가능성이 더 높다. 예를 들어, 정책 입안자들은 신뢰할 수 있고 예측 가능한 정보에 대한 언론인의 요구와 뉴스 가치에 대한 정의를 더 잘 이해하기 때문에 전체 뉴스 소스 그룹보다 더 영향력이 있는 것으로 나타났다. 특히 정부 관련 뉴스 매체는 미디어 의제가 되는 성공률이 더 높으며, 많은 학자에 따르면 지역, 주, 국가 수준에서 가장 자주 나타나는 매체인 것으로 나타난다. 또한 뉴스 소스는 문제에 대한 정의를 제공하여 향후 토론 조건을 결정하고 특정 방식으로 문제를 구성할 수 있다.
미디어와 정책 입안자의 관계는 공생적이며 언론인은 공식 정보에 접근해야 하고 정책 입안자는 언론 보도가 필요하기 때문에 비공식적인 기본 규칙에서의 공유 문화로 통제된다. 그럼에도 불구하고 강력한 정보원은 일상적인 상황에서 최선을 다하며 위기나 재난이 발생할 때 더 느리게 반응하기 때문에 언론인과 정책 입안자의 요구는 서로 다른 시간이나 방향으로 인해 종종 양립할 수 없다. 결과적으로, 이 문화의 규칙을 가장 잘 이해하는 정책입안자는 자신의 의제와 문제 정의를 가장 잘 설정할 수 있다는 것이다. 동시에 미디어는 정부 관료와 정치인이 특정 문제에 대한 대중의 관심을 간접적으로 나타내는 지표로서 특정 문제에 대한 언론의 관심을 높이 평가할 때 정책 입안자에게 영향을 미친다.

## 의제설정이론에 관한 학술연구

### 의제설정 이론에 관한 연구 검토
의제 설정 이론에 대해 다양한 비판이 이루어졌다.
- 연구에서는 미디어 콘텐츠 카테고리와 대중의 반응을 매우 광범위한 카테고리로 집계하여 상관 계수가 부풀려지는 경향이 있다.[19]
- 이 이론은 관객이 수동적인 입장을 취한다는 것을 암시하는 것 같았다. 그러나 대중은 이론이 가정하는 것만큼 수동적이지 않으며 특히, 이론가 John Fiske는 수동적인 청중의 관점에 집중했다.[33]

### 의제 설정 연구에서 고려해야 할 추가 요소

#### 미디어가 청중에 미치는 영향과 청중 개인에게 미치는 영향의 양
미디어 의제가 청중에게 직접적인 영향을 미친다는 의제 설정의 거울이미지 효과를 극복하기 위해 여러 학자들은 의제 설정 모델에 개인/집단 청중의 특성이나 현실 세계의 조건이 포함되어야 한다고 제안했다. 이는 이슈 중요성에 영향을 미친다. 특히 그들은 특정 개인 및 집단 특성이 미디어 영향의 조건으로 작용할 가능성이 높다는 사실을 발견하고 "청중 효과" 모델을 제안했다. 여기서 제안된 청중 효과 모델에 따르면, 미디어 보도는 청중의 기존 민감도와 상호 작용하여 이슈 관심사에 변화를 가져온다. 즉, 미디어 효과는 이슈별 청중 특성에 따라 달라진다는 것이다.
미디어와 대중의 의제 사이의 상관 관계에 변화를 일으키는 또 다른 요인은 문제가 "눈에 거슬리는지" "눈에 거슬리지 않는지" 여부이다. 즉, 문제의 임계값이 높거나 낮은지 여부를 말한다. 눈에 띄거나 임계값이 낮은 문제는 일반적으로 거의 모든 사람에게 영향을 미치고 우리가 일종의 개인적인 경험을 할 수 있는 문제이다(예: 도시 전체의 범죄 또는 휘발유 가격 상승). 이러한 유형의 문제는 뉴스 매체의 관심 없이도 일반적인 관심사가 될 수 있다. 그러나 눈에 띄지 않는 문제와 관련하여 이는 사람들이 문제에 대해 직접적인 경험이 적을수록 해당 문제에 대한 여론에 대한 뉴스 매체의 영향력이 더 크다는 것을 의미한다.

### 의제 설정 연구의 이론 개발

#### 2단계 의제 설정: 속성 의제 설정
시간이 지남에 따라 의제 설정 이론은 초기 대상 중요성 수준(특정 문제, 공인 등) 이외의 추가 차원을 포함하도록 진화했다. 다시 말해 뉴스 매체가 해당 객체의 속성에 대한 여론에 어떻게 영향을 미치는 지에 초점을 맞춘 두 번째 수준이 포함되었다는 것이다. 이는 특정 문제나 인물을 다룰 때 어떤 속성을 표시할지 선택하는 것을 기반으로 한다. Balmas와 Sheafer(2010)는 "무엇을 생각할 것인가"를 알려주는 미디어의 역할을 강조하는 첫 번째 수준의 의제 설정에서 초점이 두 번째 수준에서는 "어떻게 생각할 것인가"를 알려주는 미디어의 기능으로 옮겨졌다고 주장했다. 즉, 의제 설정의 두 번째 수준에서는 속성의 의제가 어떻게 여론에 영향을 미치는지 고려한다는 말이다(McCombs & Evatt, 1995). 더욱이 Ghanem(1997) 은 심리적 거리가 낮은 뉴스에서 의제의 특정 속성이 공공 의제의 중요성에 대한 설득력 있는 주장을 이끌어냈다는 것을 보여주었다. 예를 들어, 정치 후보자의 경험에 대한 언론 보도는 2차 의제 설정의 실질적인 차원에 포함되는 반면, 후보자의 경험에 대한 태도(긍정적, 부정적 또는 중립)는 정서적 차원에 포함된다.

##### 2단계 의제 설정과 프레이밍
프레이밍 이론이 "2단계 의제 설정"으로서 의제 설정 내에 포함되어야 하는지에 대한 논쟁이 있다. McCombs, Shaw, Weaver 및 동료들은 일반적으로 프레이밍이 "2차 수준" 또는 2차 효과로 작동하는 의제 설정의 일부라고 주장한다. 반면, 디트람 슈펠레(Dietram Scheufele)는 해당 주장의 반대에서 주장한다. Scheufele는 프레이밍과 의제 설정이 서로 다른 이론적 경계를 갖고 있고, 서로 다른 인지 프로세스(접근성 대 속성)를 통해 작동하며, 서로 다른 결과(문제 중요성에 대한 인식 대 뉴스 문제의 해석)와 관련되어 있다고 말하기도 한다.
프레이밍의 효과를 설명하는 데 도움이 되는 한 가지 예는 워터게이트 스캔들에 닉슨 대통령이 연루된 것과 관련이 있다. Lang과 Lang이 실시한 연구에 따르면 처음에는 언론 보도에서 워터게이트 스캔들과 대통령의 개입을 과소평가했다. 그러나 이후 이 이야기가 미국 역사상 가장 큰 정치적 스캔들 중 하나로 분류되고 난 뒤에는 여론이 크게 바뀌었다. 이 사건은 언론인들이 대중의 의견을 설득하는 데 얼마나 큰 힘을 가지고 있는지를 보여주며 특히, 프레이밍은 의제 설정 이론과 유사한 게이트키핑의 한 형태임을 시사하는 것에 의미가 있다.
Weaver에 따르면 프레이밍과 2차 의제 설정은 다음과 같은 특징을 가지고 있다.
유사점은 다음과 같다
1. 둘 다 어떤 문제나 개체가 어느 정도 눈에 띄게 보도되는 것보다 미디어에서 문제나 다른 개체가 어떻게 묘사되는지에 더 관심이 있다.
2. 둘 다 관심 대상에 대한 주제 또는 설명의 가장 두드러지거나 눈에 띄는 측면에 중점을 둔다.
3. 둘 다 사고의 대상보다는 사고 방식에 관심이 있다.

차이점은 다음과 같다
1. 프레이밍에는 두 번째 수준의 의제 설정(대상 속성의 두드러짐)보다 더 넓은 범위의 인지 과정(도덕적 평가, 인과적 추론, 원칙에 대한 호소, 문제 처리에 대한 권장 사항)이 포함되는 것으로 판단된다.

</br> Scheufele와 Tewksbury는 "프레이밍은 이러한 접근성 기반 모델(즉, 의제 설정 및 프라이밍)과 많이 다르다. 이는 뉴스 보도에서 문제가 어떻게 특징지어지는지가 청중이 이해하는 방식에 영향을 미칠 수 있다는 가정에 기초하며. ;"[46] 특히, 문제에 대해 생각하는지 여부와 생각하는 방식의 차이. 프레이밍과 의제 설정은 뉴스 생산, 정보 처리, 미디어 효과 과정에서 그 기능이 다르다.
2. 뉴스 제작 : "프레임 빌딩과 의제 빌딩 모두 미디어 효과보다는 메시지 구성을 다루는 거시적 메커니즘을 의미하지만" 프레임 빌딩은 의제 빌딩보다 뉴스 생산 과정에 더 관심이 있다. 즉, "사회의 세력과 집단이 어떻게 지배적인 라벨을 설정하여 문제에 대한 공개 담론을 형성하려고 시도하는지는 전통적인 의제 설정 관점보다 프레이밍 관점에서 훨씬 더 큰 관심을 끌고 있다."
3. 뉴스 처리 : 프레이밍과 의제 설정에 있어서 각각의 효과를 내기 위해서는 메시지 처리에 서로 다른 조건이 필요할 것으로 보인다. 프레이밍 효과는 뉴스 메시지에 대한 청중의 관심과 더 관련이 있는 반면, 의제 설정은 메시지에 대한 반복 노출과 더 관련이 있다.
4. 효과 위치 : 의제 설정 효과는 사람들이 최근 대중 매체에서 다뤘던 기억 문제에서 사람들이 쉽게 검색할 수 있는 정도에 따라 결정되는 반면, 프레이밍은 미디어 메시지가 사람들이 지식 저장소에 가지고 있는 아이디어나 지식에 얼마나 부합하는지에 따라 결정된다.

이러한 공유된 특성을 바탕으로 McCombs와 들은 최근 프레이밍 효과를 의제 설정의 확장으로 보아야 한다고 주장했다. 즉, 이들에 따르면 프레이밍이 미디어 표현을 위해 "주제와 관련된 제한된 수의 속성" 을 선택하는 것이라는 전제는 이슈 속성(즉, 2차 의제)의 돌출성을 전달하는 과정으로 이해될 수 있다. 환경). 즉, McCombs와 동료들의 주장에 따르면 프레이밍은 의제 설정의 범위에 속한다.

#### 3단계 의제 설정: 네트워크 의제 설정 모델
가장 최근의 의제 설정 연구는 "뉴스 미디어가 일련의 요소들 간의 관계의 중요성을 대중에게 어느 정도 전달할 수 있는지"를 탐구한다. 즉, 연구자들은 미디어가 공공 의제에서 특정 주제의 중요성에 영향을 미칠 수 있을 뿐만 아니라 대중이 이러한 주제를 서로 연관시키는 방식에도 영향을 미칠 수 있다고 가정한다는 것인데, 이를 바탕으로 Guo, Vu 및 McCombs(2012)는 네트워크 의제 설정 모델이라는 새로운 이론적 모델을 제시하며 이를 3단계 의제 설정이라고 제시했다. 이 모델은 "뉴스 미디어가 일련의 객체 또는 속성을 묶어서 이러한 요소 묶음을 대중의 마음 속에 동시에 두드러지게 만들 수 있음"을 보여준다. 즉, 사람들의 마음 속에 있는 요소들은 전통적인 접근 방식이 나타내는 것처럼 선형적이지 않다는 것이다. 대신 그것들은 서로 연결되어 마음속에 네트워크 같은 구조를 이루고 있으며, 뉴스 매체가 항상 두 가지 요소를 함께 언급한다면 청중은 "이 두 요소가 서로 연결된 것으로 인식"하게 될 것이다.

##### 감정의 차원
감성 지능 이론에 따르면, "감정은 시민의 합리성을 향상시킨다". 다시 말해, 사람들이 정치에 관심을 기울이고 정치적 견해를 형성하는 데 감정, 특히 부정적인 감정이 중요하다고 주장한다. 이를 바탕으로 Renita Coleman과 H. Denis Wu(2010)는 2004년 미국 대통령 선거 에서 후보자의 TV 묘사가 사람들의 정치적 판단에 영향을 미치는지 여부를 연구했다. 그 결과 그들은 이전에 일반적으로 연구되었던 인지 평가와 별도로 감정이 의제 설정의 두 번째 수준 영향의 또 다른 중요한 차원이라는 것을 발견했다. 여기서 세 가지 결론이 제시된다. 미디어의 정서적, 정서적 의제는 후보자에 대한 대중의 정서적 인상과 일치하며 부정적인 감정은 긍정적인 감정보다 더 강력하다. 마지막으로 의제 설정 효과는 성격 특성에 대한 인지적 평가보다 청중의 감정에 더 크다.

#### 효과 이론의 계층
Coleman과 Wu(2009)는 효과 계층 이론과 의제 설정 이론 사이의 유사점과 후자가 전자를 분석하는 데 어떻게 사용될 수 있는 지를 강조했다. 효과 계층 이론은 지식, 태도, 행동("학습, 느낌, 실행"이라고도 함)이라는 세 가지 구성 요소로 구성된다. 대중의 관심을 끄는 정책 문제와 같은 의제 설정의 첫 번째 수준은 효과 계층 이론의 "지식" 구성 요소에 해당하는데, 정책 문제에 대한 대중의 견해나 느낌과 같은 의제 설정의 두 번째 수준은 "태도" 구성 요소에 해당된다. 특히, Coleman과 Wu의 연구는 이러한 구성 요소의 순서에 초점을 맞추는 대신 지식(1단계) 및 태도(2단계)와 같은 구성 요소가 대중 행동에 더 큰 영향을 미치는 지에 초점을 맞췄다.

## 다양한 주제 연구를 위한 의제설정 이론의 적용

### 미국에서

#### 정치적 의제 설정에 트위터 사용
의제 설정 이론은 미국 정치인의 소셜 미디어 사용을 분석하는 데 특히 유용하다. 이를 증명하듯 미국 주지사의 수천 개의 트윗에 대한 2016년 연구에서는 정치인들이 트위터를 플랫폼으로 어떻게 사용했는지 더 잘 이해하기 위해 처음 두 가지 수준의 의제 설정 이론(문제 수준 및 프레이밍)을 사용했다. 또한 연구에 따르면 민주당원과 공화당원은 자신들의 의제를 전달하기 위해 거의 동일한 양으로 트위터를 사용했지만, 민주당원은 우선순위를 정한 의제에 있어서는 일치하지 않는 것으로 나타났다. 이후 진행된 연구에서는 선거 중 국가 정책 문제를 예측하는 데 신문과 트위터가 상호 관계가 있다는 사실이 밝혀졌다.

#### 비정치적 적용
McCombs와 Shaw는 원래 대통령 선거의 맥락에서 의제 설정을 확립했으며, 의제 설정과 정치에 관한 수많은 연구가 있었다. 그러나 최근 학자들은 브랜드 맥락에서 의제 설정을 연구해 왔으며, 이 이론은 상업 광고, 비즈니스 뉴스 및 기업 평판, 연방 정책에 대한 비즈니스 영향, 법률 시스템, 재판, 사회 집단의 역할, 청중 통제, 여론 및 홍보 에도 적용될 수 있다.
- 비즈니스 커뮤니케이션의 의제 설정 : 기업 순위 시스템은 의제 설정 효과가 있다. 기업이 이러한 시스템에서 높은 순위를 차지하면 뉴스 매체에 자주 노출되어 대중의 마음 속에 유지된다.[57]
- 광고의 의제 설정 : Ghorpade는 미디어의 의제 설정이 "의도된 행동의 효과로 침묵을 전달하는 것을 넘어" 광고 와 관련이 있음을 보여주었다.[58]
- 대인 커뮤니케이션의 의제 설정 : 뉴스를 위해 매스 미디어에 의존하는 사람들은 의제와 관련하여 대인 커뮤니케이션 에 주로 의존하는 사람들에게 영향을 미친다.[59] 한 연구에 따르면 뉴스를 얻기 위해 대인 커뮤니케이션에 의존하는 사람들조차도 해당 의제를 전파하는 동료로 인해 뉴스 미디어에서 활발하게 사용되는 동일한 의제를 여전히 공유하는 것으로 나타났다.[59]
- 건강 커뮤니케이션의 의제 설정 : Ogata Jones, Denham 및 Springston(2006)은 유방암 검진 실시에 대한 대중 및 대인 커뮤니케이션을 연구했으며 "적극적인 건강 행동을 위한 의제 설정"에 대중 매체가 필수적이라는 것을 발견했다. 유방암에 관한 뉴스 기사에 직간접적으로 노출된 여성은 기사를 읽지 않은 여성보다 더 자주 검진을 받는 경향이 있었다.[60] 추가 연구에 따르면 소셜 미디어 플랫폼을 효과적으로 사용하면 전통적인 의사소통 전략과 달리 건강 증진과 개입이 촉진되는 것으로 나타났다.[61]
- 의제설정 및 비영리단체 : 2013년 자연재해에 대한 언론보도와 재난에 대한 대중의 관심, 재난구호를 위한 비영리단체 기부 간의 상관관계를 조사한 연구에서는 언론보도와 대중 사이에 강한 양의 상관관계가 있는 것으로 나타났다. 재난에 대한 대응.[62]

### 미국 이외의 주제에 대한 연구

#### 유럽
유럽에서는 미국의 연구와 유사한 방식으로 의제설정 이론이 적용되어 왔다. McCombs와 Maxwell은 또한 1995년 스페인 지역 및 지방 선거 의 맥락에서 의제 설정 이론을 조사했다.

#### 중국
Guoliang, Shao 및 Bowman은 중국의 의제 설정 효과가 서구 세계 만큼 강력하지 않다는 사실을 발견했다.
또 다른 연구에서는 현대 중국에서 인터넷 여론이 전통 미디어에 대한 경쟁 의제 설정 세력으로 등장했다는 사실을 발견했다.

#### 일본
일본으로의 임시 노동 이주에 관한 정책 결정 과정을 분석하면서 연구자들은 이주 옹호 단체가 의제 설정, 프라이밍 및 프레이밍을 통해 어떻게 여론에 영향을 미치는지 관찰했는데, 이는 다른 이익 집단의 영향에 제한적인 영향을 미친 것을 파악했다.

#### 사우디 아라비아
2015년 연구에 따르면 소셜 미디어는 개인의 의제를 광범위하게 전파하고 촉진하기 때문에 공공 의제 설정에 영향력이 있는 것으로 나타났다.

### 향후 연구 주제(현재 과소 연구)

#### 대중의 권한 부여와 인터넷의 분산화 영향
인터넷과 소셜 네트워크의 출현으로 온라인상의 의제 설정 효과에 대한 다양한 의견이 생겨났다. 일각에서는 전통 미디어의 힘이 약화됐다고 주장하는데 다른 사람들은 의제 설정 과정과 그 역할이 인터넷, 특히 전자 게시판에서 계속되었다고 생각한다. 특히 Twitter와 같은 소셜 미디어 사이트에서 인기 있는 핸들은 팔로워에게 표시할 내용을 선택할 수 있으며 이에 더해 사용자는 팔로우하고 싶은 계정과 소셜 미디어 플랫폼에서 보고 싶은 뉴스를 선택할 수도 있기 때문이다. 이에 반해 일부에서는 소셜 미디어의 부상으로 인해 저널리스트의 의제 설정 능력이 저하될 것이라는 이론을 제시하고 있지만, 이러한 사고 방식을 상쇄할 수 있는 연구들이 상당히 많이 있다.
신문, 텔레비전 방송과 같은 전통적인 미디어는 권위, 권력, 영향력이 '위'에서 나와 대중에게 '아래로' 흘러가는 '수직적 미디어'다. 오늘날의 이러한 수직적 미디어는 "수평적 미디어"의 성장과 함께 급격한 쇠퇴를 겪고 있으며 새로운 미디어를 통해 모든 사람이 정보와 영향력의 원천이 될 수 있다. 즉, 미디어는 "상향식 대신 수평적으로 분산"된다는 것이다.

#### 의제 융합
의제 융합은 개인이 그룹에 참여하고 자신의 의제를 그룹의 의제와 혼합하는 방법에 중점을 둔다. 그룹과 커뮤니티는 "이슈의 수집된 의제"를 나타내며 "의제를 채택하여 그룹에 합류"한다. 이제 미디어에 쉽게 접근할 수 있게 되면서 사람들은 자신만의 의제를 형성하고 자신이 동의하는 유사한 의제를 가진 그룹을 찾는다.
기술의 발전으로 인해 다양한 그룹과 개인의 의제가 있기 때문에 사람들이 의제 융합에 접근할 수 있게 되었다. 인터넷을 통해 전 세계 사람들은 비슷한 주제를 가진 다른 사람들을 찾고 그들과 협력할 수 있게 되었다. 과거에는 의제 설정이 일반적인 주제로 제한되었고, 여행이 제한되어 지리적으로 묶여 있었기 때문이다.

#### 의제 절단
의제 설정 이론의 맥락에서 한 가지 개념은 의제 절단 개념이다. Colistra는 의제 삭제를 “(1) 뉴스 의제에서 낮은 항목을 배치(매장)하거나, (2) 해당 항목이 일단 의제에 포함되면 제거하거나, (3) 관련 문제에서 관심을 돌리려는 시도”라고 정의한다. 애초에 그것을 의제에 넣지 않음으로써 그것을 완전히 무시함으로써.” 의제 삭제는 주로 중요하고 논란이 많은 뉴스 문제에 발생한다. 특히 의제 삭제는 뉴스 문제를 의제에서 삭제하려는 의도적인 의도에 의해 동기가 부여되어야 하는데 뉴스 누락의 경우는 의제 삭제의 자격을 갖추지 못하며 오히려 뉴스 선택(관련된 것과 관련 없는 것을 구별하려고 시도하는)의 결과를 구성한다.
Mallory Wober와 Barrie Gunter가 1980년대에 처음 언급했음에도 불구하고 의제 삭제는 학술 연구에서 산발적으로 다루어졌다. 이 개념을 학문적으로 무시하는 한 가지 이유는 한편으로는 실증적 연구가 거의 없고 다른 한편으로는 충분한 이론적 근거가 확립되지 않았다는 사실에서 볼 수 있는데 여기서 Buchmeier는 의제 절단을 개념화하고 운영하기 위한 첫 번째 단계를 제시했다.
다른 연구에서는 잠재적으로 의제 삭제로 이어질 수 있는 뉴스룸의 편집 프로세스에 집중했다. 실제로 뉴스에서 무시되고 검열되는 문제에 주의를 환기시키는 임무를 맡은 두 개의 비영리 미디어 감시 조직이 있는데 미국의 검열 프로젝트(Project Censored)와 독일의 INA(Initiative News Enlightenment)가 감시 조직에 해당된다.

## 추가 읽기
- McCombs, M.; Stroud, N. J. (2014). “Psychology of Agenda-Setting Effects. Mapping the Paths of Information Processing”. 《Review of Communication Research》 2 (1): 68–93. doi:10.12840/issn.2255-4165.2014.02.01.003. ISSN 2255-4165.
- Balmas, M.; Sheafer, T. “Candidate image in election campaigns: attribute agenda setting, affective priming, and voting intentions”. 《International Journal of Public Opinion Research》 22: 2. 2012년 2월 29일에 원본 문서에서 보존된 문서.
- Cohen, B. (1963). The Press and Foreign Policy. Princeton, NJ: Princeton University Press. ISBN 978-0-87772-346-2ISBN 978-0-87772-346-2
- Davie, W. R.; Maher, T. M. (2006). “Maxwell McCombs: Agenda-Setting Explorer”. 《Journal of Broadcasting & Electronic Media》 50 (2): 358–364. doi:10.1207/s15506878jobem5002_13.[깨진 링크(과거 내용 찾기)]
- Druckman, J.; Jacobs, L.; Ostermeir (2004). “Candidate Strategies to Prime Issues and Image”. 《Journal of Politics》 66 (4): 1180–1202. doi:10.1111/j.0022-3816.2004.00295.x.

Edelman, Murray J. 정치적 스펙타클 구축. 시카고: 시카고 대학 출판부, 1988.
- Groshek, J (2008). “Homogenous Agendas, Disparate Frames: CNN and CNN International Coverage online”. 《Journal of Broadcasting and Electronic Media》 52 (1): 52–68. doi:10.1080/08838150701820809.
- Hayes, D. (2008). “Does the Messenger Matter? Candidate-Media Agenda Convergence and Its Effects on Voter Issue Salience”. 《Political Research Quarterly》 61 (1): 134–146. doi:10.1177/1065912907306472. ISSN 1065-9129.
- Huckins, K (1999). “Interest-group influence on the media agenda: A case study”. 《Journalism & Mass Communication Quarterly》 76: 76–86. doi:10.1177/107769909907600106.
- Iyengar, S., Kinder, D.R. (1986) More Than Meets the Eye: TV News, Priming, and Public Evaluations of the President. Public Communication and Behavior, Vol.1 New York: Academic.
- Kosicki, G. M. (1993). “Problems and Opportunities in Agenda-Setting Research” (PDF). 《Journal of Communication》 43 (2): 100–127. doi:10.1111/j.1460-2466.1993.tb01265.x. 2011년 9월 16일에 원본 문서 (PDF)에서 보존된 문서. 2010년 12월 2일에 확인함.
- Kosicki, G. (2002). The media priming effect: news media and considerations affecting political judgements. In D. Pfau (Ed.), The persuasion handbook: Developments in theory and practice (p. 63-80). Thousand Oaks: Sage Publications.ISBN 0-7619-2006-4ISBN 0-7619-2006-4
- Kim, S., Scheufele, D.A., & Shanahan, J. (2002). Think about it this way: Attribute agenda-setting function of the press and the public's evaluation of a local issue. Journalism & Mass Communication Quarterly, 79, 7-25.
- Kiousis, S.; McCombs, M. (2004). “Agenda-setting effects and attitude strength: Political figures during the 1996 Presidential elections”. 《Communication Research》 31: 36–57. doi:10.1177/0093650203260205.
- Lippmann, W. (1922).  Public Opinion. New York: Macmillan.
- McCombs, Maxwell E.; Donald L. Shaw (1972). “The Agenda-Setting Function of Mass Media”. 《Public Opinion Quarterly》 36 (2): 176. doi:10.1086/267990. ISSN 0033-362X.
- McCombs, M.E.; Shaw, D.L. (1993). “The Evolution of Agenda-Setting Research: Twenty-Five Years in the Marketplace of Ideas”. 《Journal of Communication》 43 (2): 58–67. doi:10.1111/j.1460-2466.1993.tb01262.x.
- Revkin, A., Carter, S., Ellis, J., and McClean, A. (2008, Nov.) On the Issues: Climate Change. The New York Times.
- Severin W., & Tankard, J. (2001). Communication Theories: Origins, Methods and Uses in Mass Communication (5th ed.). New York: Longman.ISBN 978-0-8013-3335-4ISBN 978-0-8013-3335-4
- Tanjong, Enoh; Gaddy, Gary D. (1994). “The Agenda-Setting Function of the International Mass Media: The Case of Newsweek in Nigeria”. 《Africa Media Review》 8 (2): 1–14.
- Wanta, W.; Wu, Y.C. (1995). “Interpersonal communication and the agenda-setting process”. 《Journalism Quarterly》 69 (4): 847–855. doi:10.1177/107769909206900405.[깨진 링크]
- Weaver, D.H. (2007). “Thoughts on Agenda Setting, Framing, and Priming” (PDF). 《Journal of Communication》 57 (1): 142–147. doi:10.1111/j.1460-2466.2006.00333.x.[깨진 링크(과거 내용 찾기)]
- Yagade, A.; Dozier, D.M. (1990). “The media agenda-setting effect of concrete versus abstract issues”. 《Journalism Quarterly》 67: 3–10. doi:10.1177/107769909006700102.
- Silber, Radomír.Partisan media and modern censorship: media influence on Czech political partisanship and the media's creation of limits to public opposition and control of exercising power in the Czech Republic in the 1990s. First edition. Brno: Tribun EU, 2017. 86 pages. Librix.eu. ISBN 978-80-263-1174-4ISBN 978-80-263-1174-4.
- in Advertising, Public relations. “Agenda Setting Theory.” Communication Theory, 27 Oct. 2019, www.communicationtheory.org/agenda-setting-theory/. 106
- Chenkhinwee. “Agenda Setting.” Media Studies 101, BCcampus, 28 Feb. 2014, opentextbc.ca/mediastudies101/chapter/agenda-setting/. 107
- “Agenda Setting Theory.” Mass Communication Theory, 2 Nov. 2018, masscommtheory.com/theory-overviews/agenda-setting-theory/. 108
- chris.drew.98031506. “Agenda Setting Theory (Definition, Examples, & Criticisms).” Helpful Professor, 19 July 2023, helpfulprofessor.com/agenda-setting-theory/. 109
- “Agenda Setting Theory.” Agenda Setting Theory - an Overview | ScienceDirect Topics, www.sciencedirect.com/topics/social-sciences/agenda-setting-theory. Accessed 19 Oct. 2023. 110